# كارول غلين
كارول غلين (بالإنجليزية: Carroll Glenn)‏ هي معلمة موسيقى وعازفة كمان أمريكية، ولدت في 28 أكتوبر 1918، وتوفيت في 25 أبريل 1983.

## وصلات خارجية
- كارول غلين على موقع ميوزك برينز (الإنجليزية)
- كارول غلين على موقع ديسكوغز (الإنجليزية)